# Tenuto

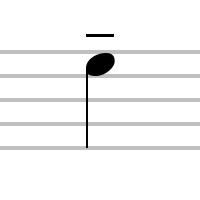
Figura 1. Tenuto.

Tenuto (en italià, participi passat de tenire, «mantenir, sostenir») abr. ten. en notació musical és un signe d'articulació el significat exacte del qual és contextual. De manera que pot significar que l'intèrpret ha de tocar la nota o acord en qüestió mantenint el seu valor total (o allargar-la, amb un lleu rubato); o bé ha de tocar la nota lleugerament més forta aplicant una lleu tensió per accentuar-la.

## Representació gràfica
Aquest signe d'articulació pot aparèixer representat a les partitures o particel·les de tres maneres diferents:
1. La paraula «tenuto» escrita sobre el passatge que es tocarà d'acord amb aquesta articulació. Aquesta opció se sol emprar quan la indicació afecta un passatge molt llarg o bé tot un moviment d'una peça.
2. L'abreviatura «ten.» escrita damunt de la nota o passatge que es tocarà d'acord amb aquesta indicació.
3. Una línia horitzontal curta, més o menys la longitud d'un cap de nota, que se situa centrada sobre el cap de la nota i generalment es col·loca per sobre de les notes si les pliques apunten cap avall i per sota si les pliques apunten cap amunt. En el cas de les rodones que no tenen pliques, s'actua com si la tinguessin; de manera que el signe es col·locarà per sobre o per sota de la nota en funció de la seva ubicació al pentagrama. Finalment, quan les adreces de les pliques són diferents, el signe d'articulació es dibuixa sempre per sobre. La ubicació del signe és al següent espai del cap de la nota, tant si la nota es troba en una línia com en un espai del pentagrama.

## Usos i efectes
Es podria dir que és una de les primeres articulacions utilitzades en la notació musical, ja que Notker Balbulus (ca. 840 - 912) discuteix l'ús de la lletra t en la notació del cant pla com a símbol de «trahere vel tenere debere» en una de les cartes.
El tenuto indica que una nota o acord ha de ser mantingut tot el seu valor o s'ha d'aplicar una lleu tensió (articulació d'intensitat). Aquesta articulació de durada pot ser usada amb qualsevol de les durades rítmiques. La durada pot ser igual o més llarga que una nota o acord sense marcar. En altres paraules, la indicació tenuto pot alterar la dinàmica o la durada d'una nota. En qualsevol cas, aquest signe indica que una nota ha de rebre un èmfasi.

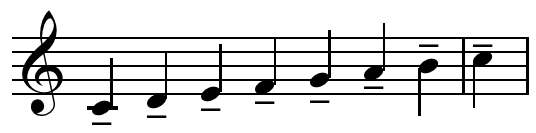
Figura 2. Escala diatònica de do, tenuto.

### Articulacions combinades
El significat d'aquest signe es pot veure afectat quan apareix en conjunció amb altres articulacions. A més, la doble naturalesa del tenuto d'articulació de durada i articulació d'intensitat afavoreix que es pugui combinar amb altres articulacions de qualsevol dels dos tipus. Així doncs, si es combina amb una articulació de durada, el tenuto adopta la naturalesa de signe d'intensitat mantenint la seva funció duracional. Mentre que si es combina amb una articulació d'intensitat assumirà la funció que afecta la durada i també pot afegir certa intensitat.
- Quan apareix amb un staccato, es representa col·locant el signe de staccato en vertical per sobre o per sota de la figura i el signe de tenuto just a continuació. Té pràcticament el mateix significat que el staccato sota un legato, és a dir, no legato o separat.[6][7]
- Quan apareix amb un accent, s'anota col·locant el signe de tenuto en vertical per sobre o per sota de la figura i el signe d'accent just després. Com l'accent indica la dinàmica, el tenuto adquireix el sentit d'interpretar la durada total o addicional.[5][8]
- Si hi ha una successió d'indicacions de tenuto seguides, l'intèrpret o executant tocarà les notes lleugerament separades i, a més, amb un lleu accent.[1][9]

Tot i això, amb l'staccatissimo no sol combinar-se.